# Tabra
Tabra är en by i norra Darfur i Sudan. I byn bor lantbrukare som odlar den bördiga jorden i Jebel Marra.
Den 3 september 2010 dödades mer än 70 personer varav 18 skolbarn efter en attack av en grupp militiasoldater ledda av Al-Nur Ahmed. UNAMID har bekräftat att 45 personer dödats.